# Belfort-sur-Rebenty
Belfort-sur-Rebenty – miejscowość i gmina we Francji, w regionie Oksytania, w departamencie Aude.
Według danych na rok 1990 gminę zamieszkiwało 40 osób, a gęstość zaludnienia wynosiła 8 osób/km² (wśród 1545 gmin Langwedocji-Roussillon Belfort-sur-Rebenty plasuje się na 860. miejscu pod względem liczby ludności, natomiast pod względem powierzchni na miejscu 1012.).